# 대한민국 제19대 대통령 선거
대한민국 제19대 대통령 선거는 대한민국의 제19대 대통령을 선출하는 대한민국의 대통령 선거로, 사전투표는 2017년 5월 4일과 5월 5일, 본 투표는 2017년 5월 9일 실시되었다. 이 선거로 당선된 더불어민주당의 문재인 후보의 제19대 대통령 임기는 선거 다음 날인 5월 10일 오전 8시 9분 중앙선거관리위원회의 당선 선포와 동시에 개시되었다.
18대 대선에서 당선된 박근혜 대통령은 2016년 말 터진 박근혜-최순실 게이트 파문으로 사상 최대 규모의 대통령 퇴진 촉구 촛불집회가 전국적으로 번지고, 12월 9일 대통령 탄핵안이 국회에서 가결돼 대통령 직무가 정지된 것에 이어 2017년 3월 10일 헌법재판소가 탄핵 인용을 결정하면서 대통령직을 상실하였다. 따라서 대통령 궐위 시 60일 이내에 조기선거를 치러야 한다는 규정에 따라 조기 대선 국면이 시작되었다.
보수 진영의 유력 대권후보로 거론되던 반기문 전 유엔 사무총장이 각종 논란 끝에 1월 대권 불출마를 선언하면서, 선거 초반부터 문재인 더불어민주당 후보의 대세론이 굳혀졌고, 이를 견제하려는 세력 간에 이른바 '문재인 vs 비문 연대' 구도가 형성되었다. 안철수, 유승민, 홍준표 등 중도 및 보수 진영의 후보들을 두고 비문 단일화를 촉구하는 목소리도 일부 있었으나, 적극적으로 단일화에 나서거나 스스로 사퇴 의사를 밝히는 후보가 없어 무산되었다. 따라서 본격적인 선거전은 문재인·홍준표·안철수·유승민·심상정의 원내 5대 주요 정당 후보들 간의 5자 대결 구도로 진행되었다.
제19대 대통령 선거는 당초 12월이 아닌 5월에 치러진, 제6공화국 최초의 대통령 궐위선거였으며, 이 선거부터 대통령 선거가 12월에 실시되지 않게 되었다. 입후보자 수가 13명(당초 15인이었으나 2명 중도 사퇴)으로 역대 최다 출마자 기록을 세우게 되었다. 또한 대통령 선거로는 사상 처음으로 실시된 사전 투표에서 투표율이 26.1%에 달하면서, 박근혜-최순실 게이트와 촛불집회를 거치며 시민들의 정치 참여 의지가 성장하였다는 평가를 받았다.
투표 결과 참여정부 출신이자 더불어민주당 상임고문을 맡은 더불어민주당의 문재인 후보가 총 유효투표수의 41.08%인 13,423,800표를 득표해, 2위 경남도지사를 역임한 홍준표 자유한국당 후보(24.04%)와 3위 안철수 국민의당 후보(21.42%) 등을 제치고 대한민국의 제19대 대통령에 당선되었으며 2007년 12월 19일 실시한 17대 대선 이후 민주당계의 두번째 정권교체가 되었다. 유승민 바른정당 후보는 6.76%, 심상정 정의당 후보는 6.17%를 각각 득표하였고, 그 밖에 8명 군소 후보의 득표 합계는 0.52%에 그쳤다.

## 배경

### 조기 대선
제19대 대통령 선거는 원래대로라면 공직선거법에 따라 제18대 대통령 박근혜의 임기 종료가 예정된 2018년 2월 24일에서 70일 전 이후의 첫 번째 수요일인 2017년 12월 20일에 실시될 예정이었다.
그러나, 박근혜-최순실 게이트 등의 사건이 벌어지고 난 이후, 2016년 12월 9일 대한민국 국회에서 박근혜 대통령 탄핵 소추안이 가결되면서 박근혜의 대통령 권한이 정지되었고, 2017년 3월 10일 헌법재판소에서 헌법재판관 8인의 만장일치로 파면되었고 대통령 궐위에 의한 조기 대선이 치러지게 되었다.
헌법과 법률에 따르면, 현직 대통령이 사망·사퇴·탄핵·당선무효되는 경우 실시사유가 확정된 때부터 새 대통령선거는 60일 이내에 실시하되, 선거일은 늦어도 선거일 전 50일까지 대통령 또는 대통령권한대행자가 공고한다. 헌법에서는 대통령의 궐위가 발생한 경우에 대해 별도의 조건을 두고 있지 않기에, 이렇게 실시된 (조기) 대선의 당선인은 전임자의 남은 임기(5년 미만)를 수행하지 않고, 대신 당선된 날로부터 새로 5년간의 임기를 시작하게 된다.
3월 15일 대통령 권한대행 국무총리 황교안은 임시 국무회의를 열어 대통령 선거일을 2017년 5월 9일로 지정해 공고하였고, 선거일을 임시공휴일로 지정하였다.

### 투표 제도
1998년 5월 10일 이전에 출생한 만 19세 이상의 대한민국 국민은 선거권을 행사할 수 있다. 1977년 5월 10일 이전에 출생한 만 40세 이상의 대한민국 국민은, 선거일 현재 5년 이상 대한민국 내에 거주하고 있는 경우, 피선거권을 가진다.
대한민국 공직선거법에 따르면 '투표소는 선거일 오전 6시에 열고 오후 6시에 닫는다'고 규정되어 있으나, '보궐선거 등에 있어서는 오후 8시로 한다'는 단서 조항이 있기에, 이번 19대 대선에서는 투표 마감 시간이 오후 6시에서 오후 8시로 2시간 연장되었다. 또 오후 8시 전에 투표소에 도착하기만 하면 투표 대기로 인해 마감 시간을 넘기더라도 투표를 마칠 수 있도록 하였다.
또한 공직선거법 개정으로 제19대 대선부터 온라인상에서의 선거 운동이 가능해졌고, 자신이 지지하는 후보의 기호를 손가락으로 표시하는 투표 인증샷도 SNS 등을 통해 공유할 수 있게 되었다. 다만 오프라인 선거운동은 여전히 할 수 없으며, 투표소로부터 100m 안에서 투표 참여를 권유하는 행위, 기표소 안에서 기표 유무에 상관 없이 투표지를 촬영하는 행위, 투표지를 훼손하는 행위는 금지된다.

## 후보자

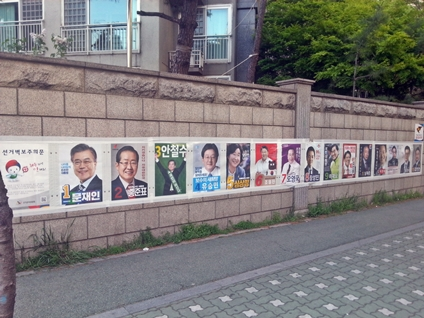
담벼락에 붙어 있는 선거 벽보, 왼쪽부터 문재인, 홍준표, 안철수, 유승민, 심상정, 조원진, 오영국, 장성민, 이재오, 김선동, 남재준 (Note: 후보 사퇴. 남재준 후보는 4월 29일 후보직에서 사퇴하였으며, 홍준표 후보를 지지한다고 선언하였다.), 이경희, 김정선 (Note: 후보 사퇴. 김정선 후보는 4월 20일 사퇴 신청서를 제출하였으며, 중앙선거관리위원회가 21일 이를 수리하였다.), 윤홍식, 김민찬

선거일 기준으로 5년 이상 대한민국에 거주하고 있는 40세 이상의 국민은 후보 등록을 할 수 있다. 이때 공무로 외국에 파견된 기간과 국내에 주소를 두고 외국에 체류한 기간은 국내거주기간으로 본다. 후보자의 등록은 대통령선거에서는 선거일 전 24일, 국회의원선거와 지방자치단체의 의회의원 및 장의 선거에서는 선거일 전 20일부터 2일간 관할선거구선거관리위원회에 서면으로 신청하여야 한다.
5개 주요 정당 중에서, 2월 16일 정의당이 심상정, 3월 28일 바른정당이 유승민, 3월 31일 자유한국당이 홍준표, 4월 3일 더불어민주당이 문재인, 4월 4일 국민의당이 안철수를 공식 대통령 후보로 결정했다. 4월 8일 새누리당은 조원진을 후보로 추대했다. 그밖에도 9명의 원외 정당, 무소속 후보가 출마하여 후보등록 마감일인 4월 16일까지 총 15명의 대통령 후보가 정식 등록되었다. 이로서 후보인 수가 대통령 선거로는 역대 최다를 기록하게 됐다.

### 더불어민주당
더불어민주당은 3월 22일부터 4월 3일까지 국민 참여 경선을 실시하고 그 결과 유효투표수의 과반을 득표한 문재인 전 민정수석비서관,대통령비서실장 더불어민주당 대표를 후보로 선출했다.

### 자유한국당
자유한국당은 3월 26일 책임당원 현장 투표와 3월 29일과 3월 30일 일반 국민 여론조사를 진행하고 각각 50%씩 반영한 결과 최다 득표자인 홍준표 전 한나라당 대표 경상남도지사를 후보로 선출했다.

### 국민의당
국민의당은 완전 국민 경선 80%, 여론조사 20%가 반영되는 경선을 통해 대한민국 제19대 대통령 후보로 안철수 전 대표를 선출하였다.

### 바른정당
바른정당은 3월 19일부터 3월 28일까지 국민정책평가단 투표가 40%, 당원 및 대의원 투표가 30%, 여론조사가 30%씩 반영되는 경선을 실시하고 유승민 의원을 후보로 선출했다.

### 정의당
2017년 2월 16일, 정의당은 당원총투표를 통해 대한민국 제19대 대통령 선거 후보로 심상정 대표를 선출하였다.

### 군소 후보

#### 새누리당
친박 성향 시민단체들이 창당한 새누리당은 4월 11일 후보 등록을 받은 결과 유일하게 입후보한 조원진 의원을 경선 없이 후보로 선출하였다.

#### 민중연합당
민중연합당은 당원 찬반투표를 통해 김선동 전 의원을 대통령 후보로 선출하였다.

#### 국민대통합당
국민대통합당은 3월 27일 창당대회를 열고 장성민 전 의원을 대통령 후보로 추대하였다. 장성민 후보는 당초 국민의당의 대선 후보 경선에 참여할 계획이었으나, 국민의당 측에서 그의 과거 5·18 민주화 운동 폄훼 발언 논란을 문제 삼아 입당을 불허하자 신당 창당을 결정하였다.

#### 늘푸른한국당
늘푸른한국당은 외부 인사를 대통령 후보로 영입하려 애썼으나 실패하자 3월 12일 이재오 당 공동대표를 후보로 추대하였다.

#### 노동당
진보신당의 후신인 노동당은 당초 3월 5일 전당대회를 열어 대선 후보 경선을 실시하기로 하고 2017년 2월 22일부터 24일까지 후보 등록을 받았지만 아무도 등록하지 않자 결국 3월 4일 임시전국위원회를 열고 대선 후보를 선출하지 않기로 결정하였다. 이로써 노동당은 제18대 대선에 이어 두 번 연속으로 대선 후보를 내지 않게 되었다.

#### 통일한국당
통일한국당은 남재준 전 국가정보원장을 대통령 후보로 선출하였다. 남재준 후보는 당초 무소속 대선 출마를 선언한 바 있었으나, 정당 기반 없는 선거 운동의 어려움에 부딪혀 안홍준 통일한국당 대표의 러브콜을 받아들였다고 밝혔다. 그러나 남재준 후보는 4월 29일 홍준표 한국당 후보 지지를 선언하고 후보직을 사퇴하였다.

#### 김종인
김종인 전 더불어민주당 비상대책위원회 대표는 4월 5일 민주당 탈당 및 무소속 대선 출마를 선언하였으나 일주일만인 4월 12일 불출마를 선언하였다.

#### 기타
- 홍익당은 3월 26일 윤홍식 당 대표를 대통령 후보로 추대하였다.
- 한국국민당은 3월 28일 이경희 당 대표를 대통령 후보로 추대하였다.
- 경제애국당 후보로는 오영국 하하그룹 회장이 결정되었다. 오영국 후보는 당초 경제애국당 창당준비위원회를 구성하고 독자 신당 창당을 꾀했으나, 이후 국민희망당과 통합을 결정하였다. 그러나 경제애국당은 정식으로 창당되지 않은 상태라, 통합은 경제애국당 창준위가 자진 해산하고 국민희망당이 당명을 경제애국당으로 당명을 개정하는 방식으로 진행되었다.
- 한반도미래연합은 김정선을 후보로 선출하였다. 그러나 김정선 후보는 기한 내에 선거 공보물을 제출하지 않았고, 이로 인해 후보 등록이 무효화될 위기에 처하자 4월 20일 중앙선거관리위원회에 후보 사퇴서를 제출하였다. 다음날인 4월 21일 김정선 후보가 정식으로 사퇴 처리됨에 따라 김정선 후보는 19대 대선 후보 중 처음으로 사퇴한 후보가 되었다.
- 김민찬 월드마스터위원회 위원장은 무소속으로 출마하였다. 역시 무소속 후보였던 남재준 후보와 김종인 후보가 각각 통일한국당에 입당하거나 불출마를 선언함에 따라 김민찬 후보는 19대 대선 후보 중 유일한 무소속 후보가 되었다.

### 출마하지 않은 인물
- 반기문 전 국제연합 사무총장은 당초 대선 출마를 준비하고 있었으며 한때 자유한국당 및 바른정당 지지자들을 흡수하여 대선 주자 지지율 1위를 달리기도 하였으나, 2월 1일 대선 불출마를 선언하였다.
- 4월 14일 정운찬 전 국무총리 역시 대선 불출마를 선언하였다.
- 홍석현 전 중앙일보 회장은 4월 11일 대선 불출마를 표명하였다.[17]

### 후보 등록과 마감
후보 등록 첫날인 4월 15일에는 6개 원내 정당의 6인 후보가 등록하였으며, 이어 원외정당 후보 6인과 무소속 1인 후보가 등록을 마쳤다. 다음날이자 마감일인 4월 16일에는 오영국 후보와 남재준 후보가 등록을 마치면서, 최종적으로 후보 15인의 등록이 확정되었다.
후보 등록 마감과 동시에 중앙선거관리위원회는 공직선거법에 명시된 기호배정 작업을 진행했다.
| 기호 | 후보자 | 정당           | 직업                    | 비고 |
| ---- | ------ | -------------- | ----------------------- | ---- |
| 1    | 문재인 | 더불어민주당   | 정당인                  | 당선 |
| 2    | 홍준표 | 자유한국당     | 정당인                  |      |
| 3    | 안철수 | 국민의당       | 정당인                  |      |
| 4    | 유승민 | 바른정당       | 국회의원                |      |
| 5    | 심상정 | 정의당         | 국회의원                |      |
| 6    | 조원진 | 새누리당       | 국회의원                |      |
| 7    | 오영국 | 경제애국당     | 하하그룹 회장           |      |
| 8    | 장성민 | 국민대통합당   | 정당인                  |      |
| 9    | 이재오 | 늘푸른한국당   | 정당인                  |      |
| 10   | 김선동 | 민중연합당     | 정당인                  |      |
| 11   | 남재준 | 통일한국당     | 무직                    | 사퇴 |
| 12   | 이경희 | 한국국민당     | 사업가                  |      |
| 13   | 김정선 | 한반도미래연합 | 정당인                  | 사퇴 |
| 14   | 윤홍식 | 홍익당         | 정당인                  |      |
| 15   | 김민찬 | 무소속         | 월드마스터위원회 위원장 |      |

| 1. |

## 선거 운동

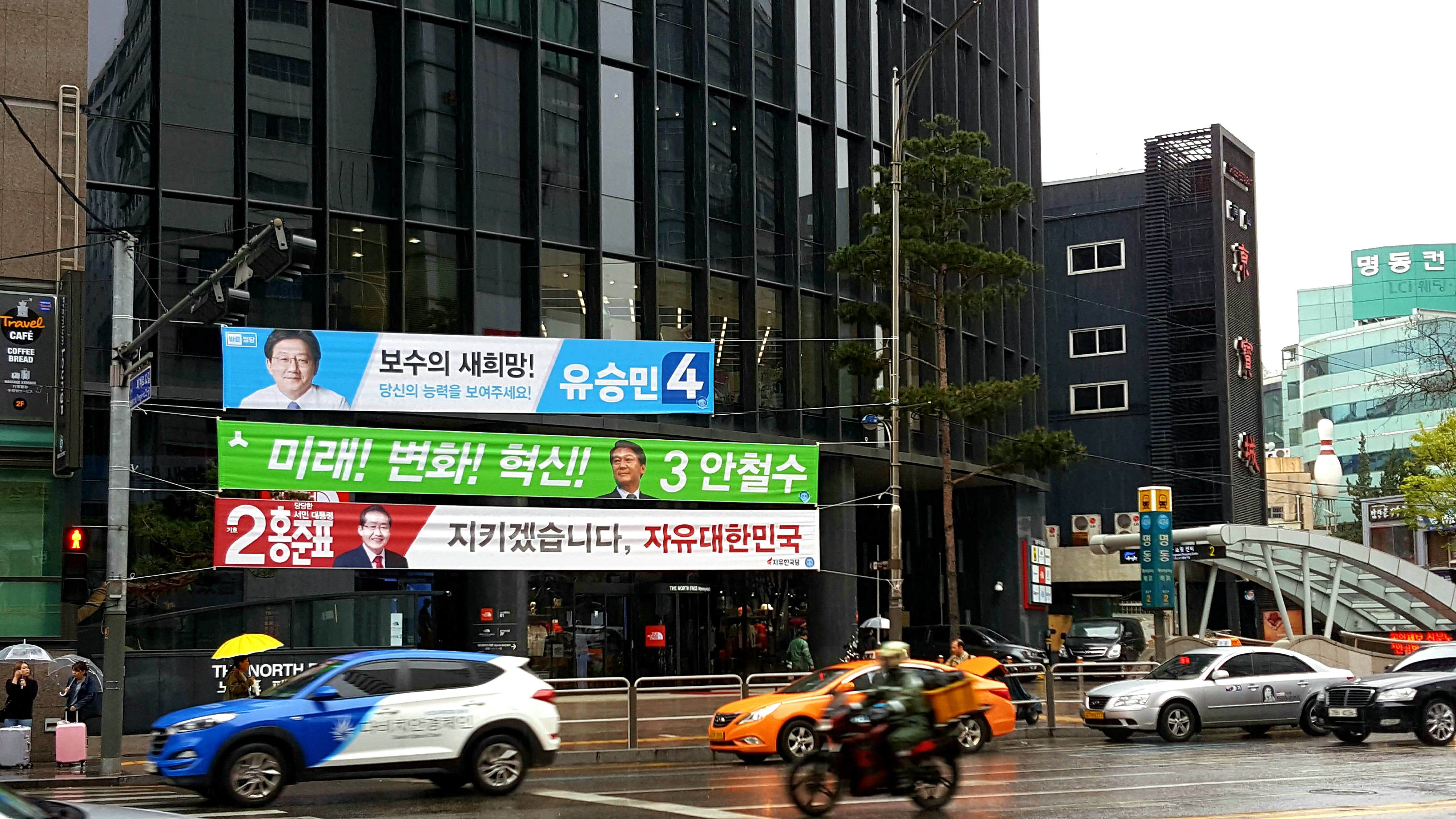
선거운동 현수막(서울특별시 중구 명동)

제19대 대통령 선거의 선거 운동은 2017년 4월 17일 자정부터 투표일 전날인 5월 9일 자정까지 진행되었다. 조기 대선인 탓에 유세 기간은 총 22일로 가장 짧았으나, 소셜 미디어와 예능, 패러디를 통한 적극적이고 활발한 선거운동과 파격적인 시도가 이뤄지는 등의 특징이 돋보였던 것으로 평가받았다.
선거운동 기간 토론회 등 공식 석상에서 각 후보들이 가장 많이 강조한 단어들로는, 문재인 더불어민주당 후보는 '정권', '교체'였으며, 홍준표 자유한국당 후보는 '북한', 안철수 국민의당 후보는 '미래'였던 것으로 조사되었다. 심상정 정의당 후보는 '노동'과 '청년'을, 유승민 바른정당 후보는 사회적 '문제'를 가장 많이 쓴 것으로 분석되었다.

### 포스터와 공보, TV 광고
제19대 대통령 선거의 후보 포스터는 2017년 4월 20일부터 전국 전역의 8만 7천여곳에 게시되었다. 사상 최다 후보가 등록된 대선이었던만큼 후보자 벽보의 길이도 역대 최장으로, 후보 공보물 안내문과 각 후보 15명의 포스터를 더하면 10미터에 달했으며, 2열로 나눠 붙여도 가로 5미터, 세로 1.6미터의 공간이 필요했다. 4월 25일까지는 각 후보자의 재산과 병역, 납세 등의 정보와 함께 정책과 공약을 담은 책자형 선거 공보를 투표소 안내문과 함께 각 가정으로 발송하였다.

## 후보자 TV 토론회
- 5개 주요 정당 대선 후보 토론회

| 차수 | 일시              | 주최                         | 방송사        | 사회   | 주제 | 방식                                       |
| ---- | ----------------- | ---------------------------- | ------------- | ------ | ---- | ------------------------------------------ |
| 1차  | 4월 13일(목) 22시 | SBS, 한국기자협회            | SBS           | 김성준 |      | 녹화(오전 10시) 후 방송                    |
| 2차  | 4월 19일(수) 22시 | KBS                          | KBS           | 박영환 |      | 스탠딩 방식, 시간총량제                    |
| 3차  | 4월 23일(일) 20시 | 중앙선거관리위원회           | KBS, MBC, SBS | 김진석 | 정치 | 스탠딩 방식, 시간총량제                    |
| 4차  | 4월 25일(화) 21시 | JTBC, 중앙일보, 한국정치학회 | JTBC          | 손석희 |      | 원탁토론 방식, 시간총량제                  |
| 5차  | 4월 28일(금) 20시 | 중앙선거관리위원회           | KBS, MBC, SBS | 박용찬 | 경제 | 좌식, 각 후보 정책 발표 후 4명과 개별 토론 |
| 6차  | 5월 2일(화) 20시  | 중앙선거관리위원회           | KBS, MBC, SBS | 이정희 | 사회 | 스탠딩 방식, 시간총량제                    |

- 5개 주요 정당 외 대선 후보(9명) 초청 토론회

| 일시              | 주최               | 방송사   | 사회   | 주제      | 방식       |
| ----------------- | ------------------ | -------- | ------ | --------- | ---------- |
| 4월 24일(월) 23시 | 중앙선거관리위원회 | KBS, MBC | 백운기 | 국정 전반 | 시간총량제 |

## 여론 조사
| 조사 기관          | 조사 기간         | 응답 인원    | 더불어민주당 | 자유한국당 | 국민의당 | 바른정당 | 정의당 | 기타·무응답 |
| 조사 기관          | 조사 기간         | 응답 인원    | 문재인       | 홍준표     | 안철수   | 유승민   | 심상정 | 기타·무응답 |
| ------------------ | ----------------- | ------------ | ------------ | ---------- | -------- | -------- | ------ | ----------- |
| 알앤써치           | 4월 3일-4월 4일   | 1,708명      | 40.8 %       | 12.6 %     | 30.9 %   | 2.8 %    | 3.8 %  | 9.1 %       |
| 한국리서치         | 4월 4일           | 1,000명      | 39.1 %       | 8.6 %      | 31.8 %   | 3.8 %    | 3.7 %  | 13.0 %      |
| 리얼미터           | 4월 4일           | 1,000명      | 41.3 %       | 9.2 %      | 34.5 %   | 3.0 %    | 2.5 %  | 9.5 %       |
| 엠브레인           | 4월 4일           | 1,042명      | 38.0 %       | 10.4 %     | 34.4 %   | 2.1 %    | 3.6 %  | 11.5 %      |
| 중앙일보           | 4월 4일-4월 5일   | 1,500명      | 38.4 %       | 9.6 %      | 34.9 %   | 2.7 %    | 2.1 %  | 12.3 %      |
| 한국갤럽           | 4월 4일-4월 6일   | 1,005명      | 38.0 %       | 7.0 %      | 35.0 %   | 4.0 %    | 3.0 %  | 13.0 %      |
| 리서치뷰           | 4월 4일-4월 6일   | 1,012명      | 42.4 %       | 10.3 %     | 35.1 %   | 2.5 %    | 2.2 %  | 7.5 %       |
| 리서치플러스       | 4월 7일-4월 8일   | 1,023명      | 37.7 %       | 6.6 %      | 37.7 %   | 2.1 %    | 2.0 %  | 13.9 %      |
| 리서치앤리서치     | 4월 7일-4월 8일   | 1,500명      | 35.2 %       | 7.4 %      | 34.5 %   | 2.8 %    | 3.2 %  | 16.9 %      |
| 칸타퍼블릭         | 4월 7일-4월 8일   | 2,300명      | 35.7 %       | 7.2 %      | 37.5 %   | 2.6 %    | 2.6 %  | 14.4 %      |
| 한국리서치         | 4월 7일-4월 8일   | 1,000명      | 37.7 %       | 6.7 %      | 37.0 %   | 3.0 %    | 3.6 %  | 12.0 %      |
| 코리아리서치       | 4월 8일-4월 9일   | 2,011명      | 32.7 %       | 6.5 %      | 36.8 %   | 1.5 %    | 2.8 %  | 19.7 %      |
| 리얼미터           | 4월 8일-4월 9일   | 1,018명      | 41.1 %       | 8.6 %      | 34.8 %   | 2.2 %    | 4.2 %  | 9.1 %       |
| 알앤써치           | 4월 9일-4월 11일  | 1,997명      | 42.3 %       | 9.1 %      | 37.0 %   | 2.0 %    | 3.6 %  | 6.0 %       |
| 리얼미터           | 4월 10일-4월 12일 | 1,525명      | 44.8 %       | 8.1 %      | 36.5 %   | 2.8 %    | 1.7 %  | 6.1 %       |
| 한국리서치         | 4월 11일-4월 12일 | 1,000명      | 38.0 %       | 6.5 %      | 38.3 %   | 2.1 %    | 2.7 %  | 12.4 %      |
| 칸타퍼블릭         | 4월 11일-4월 12일 | 1,023명      | 37.5 %       | 7.0 %      | 37.2%    | 2.6 %    | 3.2 %  | 12.5 %      |
| 한국갤럽           | 4월 11일-4월 13일 | 1,010명      | 40.0 %       | 7.0 %      | 37.0 %   | 3.0 %    | 3.0 %  | 10.0 %      |
| 리서치뷰           | 4월 12일-4월 13일 | 1,253명      | 46.0 %       | 8.8 %      | 36.5 %   | 2.4 %    | 3.0 %  | 3.3 %       |
| 리얼미터           | 4월 13일-4월 14일 | 1,021명      | 44.8 %       | 10.3 %     | 31.3 %   | 3.2 %    | 3.5 %  | 6.9 %       |
| 칸타코리아         | 4월 14일-4월 15일 | 1,039명      | 35.8 %       | 8.4 %      | 30.2%    | 2.8 %    | 2.8 %  | 20.5 %      |
| 칸타퍼블릭         | 4월 14명-4월 15일 | 1,058명      | 36.3 %       | 7.2 %      | 31.0%    | 2.1 %    | 2.7 %  | 20.7 %      |
| 한국사회여론연구소 | 4월 14일-4월 15일 | 1,015명      | 46.9 %       | 6.8 %      | 34.4 %   | 3.4 %    | 2.9 %  | 5.6 %       |
| 중앙일보           | 4월 15일-4월 16일 | 2,000명      | 38.5 %       | 7.4 %      | 37.3 %   | 3.9 %    | 3.7 %  | 9.2 %       |
| 한국리서치         | 4월 15일-4월 16일 | 1,000명      | 42.6 %       | 7.3 %      | 35.6 %   | 2.7 %    | 3.9 %  | 7.9 %       |
| 마크로밀엠브레인   | 4월 17일          | 1,049명      | 37.7 %       | 8.5 %      | 34.6 %   | 3.4 %    | 4.5 %  | 11.3 %      |
| 조원씨앤아이       | 4월 15일-4월 17일 | 1,008명      | 41.0 %       | 12.0 %     | 34.3 %   | 4.3 %    | 3.3 %  | 5.1 %       |
| 알앤써치           | 4월 16일-4월 18일 | 2,045명      | 46.0 %       | 10.2 %     | 31.3 %   | 3.9 %    | 3.5 %  | 5.1 %       |
| 리얼미터           | 4월 17일-4월 18일 | 1,012명      | 43.8 %       | 10.2 %     | 32.3 %   | 3.2 %    | 4.2 %  | 6.3 %       |
| 한국리서치         | 4월 18일-4월 19일 | 1,200명      | 42.0 %       | 8.5 %      | 31.8 %   | 3.9 %    | 3.6 %  | 10.2 %      |
| 엠브레인           | 4월 18일-4월 19일 | 1,054명      | 40.9 %       | 9.5 %      | 34.4 %   | 2.7 %    | 2.8 %  | 9.7 %       |
| 리서치앤리서치     | 4월 18일-4월 19일 | 1,009명      | 40.0 %       | 10.2 %     | 30.1 %   | 4.7 %    | 2.5 %  | 12.5 %      |
| 리서치뷰           | 4월 18일-4월 20일 | 2,004명      | 43.3 %       | 11.4 %     | 31.3 %   | 3.8 %    | 5.0 %  | 5.2 %       |
| 한국갤럽           | 4월 18일-4월 20일 | 1,004명      | 41.0 %       | 9.0 %      | 30.0 %   | 3.0 %    | 4.0 %  | 12.2 %      |
| 한국사회여론연구소 | 4월 21일-4월 22일 | 1,021명      | 44.4 %       | 8.4 %      | 32.5 %   | 5.0 %    | 5.3 %  | 4.4 %       |
| 리서치앤리서치     | 4월 21일-4월 22일 | 1,514명      | 39.1 %       | 9.5 %      | 30.1 %   | 3.8 %    | 4.1 %  | 13.4 %      |
| 칸타퍼블릭         | 4월 21일-4월 22일 | 1,530명      | 37.5 %       | 7.6 %      | 26.4 %   | 2.9 %    | 3.3 %  | 22.3 %      |
| 중앙일보조사연구팀 | 4월 23일-4월 24일 | 2,000명      | 39.8 %       | 11.7 %     | 29.4 %   | 4.4 %    | 5.0 %  | 9.7 %       |
| 메트릭스           | 4월 23일-4월 24일 | 1,500명      | 40.3 %       | 9.7 %      | 29.6 %   | 3.4 %    | 4.7 %  | 12.3 %      |
| 한국리서치         | 4월 24일-4월 25일 | 1,000명      | 40.4 %       | 10.8 %     | 26.4 %   | 5.1 %    | 8.0 %  | 9.4 %       |
| 알앤써치           | 4월 23일-4월 25일 | 1,772명      | 44.3 %       | 14.8 %     | 26.1 %   | 4.6 %    | 4.3 %  | 5.9 %       |
| 한국리서치         | 4월 25일          | 1,000명      | 40.1 %       | 12.2 %     | 25.2 %   | 4.6 %    | 5.5 %  | 12.4 %      |
| 리얼미터           | 4월 24일-4월 26일 | 1,520명      | 44.4 %       | 13.0 %     | 22.8 %   | 5.4 %    | 7.5 %  | 6.9 %       |
| 한국리서치         | 4월 26일          | 1,000명      | 36.2 %       | 12.6 %     | 24.7 %   | 5.5 %    | 8.6 %  | 12.4 %      |
| 한국갤럽           | 4월 25일-4월 27일 | 1,006명      | 40.0 %       | 12.0 %     | 24.0 %   | 4.0 %    | 7.0 %  | 12.0 %      |
| 리서치뷰           | 4월 25일-4월 27일 | 1,418명      | 45.5 %       | 15.3 %     | 23.7 %   | 3.9 %    | 6.8 %  | 4.8 %       |
| 리얼미터           | 4월 27일-4월 29일 | 1,523명      | 42.6 %       | 16.7 %     | 20.9 %   | 5.2 %    | 7.6 %  | 7.0 %       |
| 한국사회여론연구소 | 4월 28일-4월 29일 | 1,010명      | 43.1 %       | 17.4 %     | 23.0 %   | 4.9 %    | 8.2 %  | 3.4 %       |
| 알앤써치           | 4월 30일-5월 1일  | 1,961명      | 41.8 %       | 21.2 %     | 19.4 %   | 3.9 %    | 8.7 %  | 5.0 %       |
| 조원씨앤아이       | 4월 30일-5월 1일  | 1,046명      | 39.5 %       | 18.4 %     | 23.9 %   | 3.5 %    | 8.7 %  | 6.0 %       |
| 엠브레인           | 5월 1일           | 1,018명      | 38.6 %       | 18.3 %     | 22.6 %   | 3.7 %    | 9.0 %  | 7.8 %       |
| 엠브레인           | 5월 2일           | 2,058명      | 40.6 %       | 19.6 %     | 17.8 %   | 4.2 %    | 7.2 %  | 10.6 %      |
| 19대 대선          | 5월 9일           | 32,672,175명 | 41.1 %       | 24.0 %     | 21.4 %   | 6.8 %    | 6.2 %  | 0.5 %       |

## 출구 조사
| 지역      | 예측 1위 | 예측 1위     | 예측 2위 | 예측 2위     | 예측 3위 | 예측 3위   | 예측 4위 | 예측 4위   | 예측 5위 | 예측 5위   |
| --------- | -------- | ------------ | -------- | ------------ | -------- | ---------- | -------- | ---------- | -------- | ---------- |
| 전국      |          | 더불어민주당 |          | 자유한국당   |          | 국민의당   |          | 바른정당   |          | 정의당     |
| 전국      | 문재인   | 문재인       | 홍준표   | 홍준표       | 안철수   | 안철수     | 유승민   | 유승민     | 심상정   | 심상정     |
| 전국      | 41.4%    | 41.4%        | 23.3%    | 23.3%        | 21.8%    | 21.8%      | 7.1%     | 7.1%       | 5.9%     | 5.9%       |
| 서울      |          | 더불어민주당 |          | 국민의당     |          | 자유한국당 |          | 바른정당   |          | 정의당     |
| 서울      | 문재인   | 문재인       | 안철수   | 안철수       | 홍준표   | 홍준표     | 유승민   | 유승민     | 심상정   | 심상정     |
| 서울      | 43.9%    | 43.9%        | 22.8%    | 22.8%        | 18.9%    | 18.9%      | 8.1%     | 8.1%       | 5.9%     | 5.9%       |
| 부산      |          | 더불어민주당 |          | 자유한국당   |          | 국민의당   |          | 바른정당   |          | 정의당     |
| 부산      | 문재인   | 문재인       | 홍준표   | 홍준표       | 안철수   | 안철수     | 유승민   | 유승민     | 심상정   | 심상정     |
| 부산      | 38.3%    | 38.3%        | 31.8%    | 31.8%        | 17.8%    | 17.8%      | 7.5%     | 7.5%       | 4.0%     | 4.0%       |
| 대구      |          | 자유한국당   |          | 더불어민주당 |          | 국민의당   |          | 바른정당   |          | 정의당     |
| 대구      | 홍준표   | 홍준표       | 문재인   | 문재인       | 안철수   | 안철수     | 유승민   | 유승민     | 심상정   | 심상정     |
| 대구      | 44.3%    | 44.3%        | 21.4%    | 21.4%        | 15.9%    | 15.9%      | 13.4%    | 13.4%      | 4.4%     | 4.4%       |
| 인천      |          | 더불어민주당 |          | 국민의당     |          | 자유한국당 |          | 바른정당   |          | 정의당     |
| 인천      | 문재인   | 문재인       | 안철수   | 안철수       | 홍준표   | 홍준표     | 유승민   | 유승민     | 심상정   | 심상정     |
| 인천      | 42.7%    | 42.7%        | 24.6%    | 24.6%        | 18.5%    | 18.5%      | 7.0%     | 7.0%       | 6.7%     | 6.7%       |
| 광주      |          | 더불어민주당 |          | 국민의당     |          | 정의당     |          | 바른정당   |          | 자유한국당 |
| 광주      | 문재인   | 문재인       | 안철수   | 안철수       | 심상정   | 심상정     | 유승민   | 유승민     | 홍준표   | 홍준표     |
| 광주      | 59.8%    | 59.8%        | 30.8%    | 30.8%        | 4.6%     | 4.6%       | 3.3%     | 3.3%       | 1.6%     | 1.6%       |
| 대전      |          | 더불어민주당 |          | 국민의당     |          | 자유한국당 |          | 바른정당   |          | 정의당     |
| 대전      | 문재인   | 문재인       | 안철수   | 안철수       | 홍준표   | 홍준표     | 유승민   | 유승민     | 심상정   | 심상정     |
| 대전      | 42.7%    | 42.7%        | 24.1%    | 24.1%        | 20.4%    | 20.4%      | 6.5%     | 6.5%       | 6.0%     | 6.0%       |
| 울산      |          | 더불어민주당 |          | 자유한국당   |          | 국민의당   |          | 정의당     |          | 바른정당   |
| 울산      | 문재인   | 문재인       | 홍준표   | 홍준표       | 안철수   | 안철수     | 심상정   | 심상정     | 유승민   | 유승민     |
| 울산      | 37.1%    | 37.1%        | 25.5%    | 25.5%        | 17.2%    | 17.2%      | 10.3%    | 10.3%      | 9.3%     | 9.3%       |
| 경기      |          | 더불어민주당 |          | 국민의당     |          | 자유한국당 |          | 바른정당   |          | 정의당     |
| 경기      | 문재인   | 문재인       | 안철수   | 안철수       | 홍준표   | 홍준표     | 유승민   | 유승민     | 심상정   | 심상정     |
| 경기      | 42.7%    | 42.7%        | 23.3%    | 23.3%        | 19.9%    | 19.9%      | 7.0%     | 7.0%       | 6.6%     | 6.6%       |
| 강원      |          | 더불어민주당 |          | 자유한국당   |          | 국민의당   |          | 바른정당   |          | 정의당     |
| 강원      | 문재인   | 문재인       | 홍준표   | 홍준표       | 안철수   | 안철수     | 유승민   | 유승민     | 심상정   | 심상정     |
| 강원      | 32.4%    | 32.4%        | 30.4%    | 30.4%        | 22.2%    | 22.2%      | 7.5%     | 7.5%       | 7.0%     | 7.0%       |
| 충북      |          | 더불어민주당 |          | 자유한국당   |          | 국민의당   |          | 정의당     |          | 바른정당   |
| 충북      | 문재인   | 문재인       | 홍준표   | 홍준표       | 안철수   | 안철수     | 심상정   | 심상정     | 유승민   | 유승민     |
| 충북      | 38.9%    | 38.9%        | 24.9%    | 24.9%        | 22.4%    | 22.4%      | 7.2%     | 7.2%       | 5.9%     | 5.9%       |
| 충남 세종 |          | 더불어민주당 |          | 국민의당     |          | 자유한국당 |          | 정의당     |          | 바른정당   |
| 충남 세종 | 문재인   | 문재인       | 안철수   | 안철수       | 홍준표   | 홍준표     | 심상정   | 심상정     | 유승민   | 유승민     |
| 충남 세종 | 40.2%    | 40.2%        | 23.7%    | 23.7%        | 22.7%    | 22.7%      | 7.5%     | 7.5%       | 5.0%     | 5.0%       |
| 전북      |          | 더불어민주당 |          | 국민의당     |          | 정의당     |          | 자유한국당 |          | 바른정당   |
| 전북      | 문재인   | 문재인       | 안철수   | 안철수       | 심상정   | 심상정     | 홍준표   | 홍준표     | 유승민   | 유승민     |
| 전북      | 65.0%    | 65.0%        | 23.3%    | 23.3%        | 5.4%     | 5.4%       | 3.1%     | 3.1%       | 2.8%     | 2.8%       |
| 전남      |          | 더불어민주당 |          | 국민의당     |          | 정의당     |          | 자유한국당 |          | 바른정당   |
| 전남      | 문재인   | 문재인       | 안철수   | 안철수       | 심상정   | 심상정     | 홍준표   | 홍준표     | 유승민   | 유승민     |
| 전남      | 62.6%    | 62.6%        | 29.0%    | 29.0%        | 3.9%     | 3.9%       | 2.3%     | 2.3%       | 1.9%     | 1.9%       |
| 경북      |          | 자유한국당   |          | 더불어민주당 |          | 국민의당   |          | 바른정당   |          | 정의당     |
| 경북      | 홍준표   | 홍준표       | 문재인   | 문재인       | 안철수   | 안철수     | 유승민   | 유승민     | 심상정   | 심상정     |
| 경북      | 51.6%    | 51.6%        | 20.0%    | 20.0%        | 14.9%    | 14.9%      | 8.9%     | 8.9%       | 4.1%     | 4.1%       |
| 경남      |          | 자유한국당   |          | 더불어민주당 |          | 국민의당   |          | 바른정당   |          | 정의당     |
| 경남      | 홍준표   | 홍준표       | 문재인   | 문재인       | 안철수   | 안철수     | 유승민   | 유승민     | 심상정   | 심상정     |
| 경남      | 39.1%    | 39.1%        | 34.9%    | 34.9%        | 14.1%    | 14.1%      | 6.9%     | 6.9%       | 4.6%     | 4.6%       |
| 제주      |          | 더불어민주당 |          | 국민의당     |          | 자유한국당 |          | 정의당     |          | 바른정당   |
| 제주      | 문재인   | 문재인       | 안철수   | 안철수       | 홍준표   | 홍준표     | 심상정   | 심상정     | 유승민   | 유승민     |
| 제주      | 48.1%    | 48.1%        | 21.5%    | 21.5%        | 16.4%    | 16.4%      | 7.5%     | 7.5%       | 6.1%     | 6.1%       |

## 투표율
제19대 대통령 선거의 선거인 수는 42,479,710명이다. 2017년 5월 4일과 5월 5일 진행된 사전 투표율은 26.06%(11,072,310명)이었다.
5월 4일과 5일, 양일간 진행된 제19대 대선 사전 투표율은 26.06%로 집계되었다.
| 구분      | 일자    | 7시   | 8시   | 9시   | 10시  | 11시  | 12시  | 13시  | 14시  | 15시  | 16시  | 17시  | 18시  | 19시   | 20시   |
| --------- | ------- | ----- | ----- | ----- | ----- | ----- | ----- | ----- | ----- | ----- | ----- | ----- | ----- | ------ | ------ |
| 사전 투표 | 5월 4일 | 0.4%  | 0.8%  | 1.4%  | 2.4%  | 3.5%  | 4.6%  | 5.8%  | 7.1%  | 8.3%  | 9.5%  | 10.6% | 11.7% | 미실시 | 미실시 |
| 사전 투표 | 5월 5일 | 12.1% | 12.5% | 13.2% | 14.2% | 15.4% | 16.8% | 18.2% | 19.7% | 21.2% | 22.8% | 24.3% | 26.1% | 미실시 | 미실시 |
| 본 투표   | 5월 9일 | 2.5%  | 5.6%  | 9.4%  | 14.1% | 19.4% | 24.5% | 55.5% | 59.9% | 63.7% | 67.1% | 70.1% | 72.7% | 75.1%  | 77.2%  |

| 구분      | 전국   | 서울   | 부산   | 대구   | 인천   | 광주   | 대전   | 울산   | 세종   | 경기   | 강원   | 충북   | 충남   | 전북   | 전남   | 경북   | 경남   | 제주   |
| --------- | ------ | ------ | ------ | ------ | ------ | ------ | ------ | ------ | ------ | ------ | ------ | ------ | ------ | ------ | ------ | ------ | ------ | ------ |
| 사전 투표 | 26.06% | 26.09% | 23.19% | 22.28% | 24.38% | 33.67% | 27.52% | 26.69% | 34.48% | 24.92% | 25.35% | 25.45% | 24.18% | 31.64% | 34.04% | 27.25% | 26.83% | 22.43% |

| 구분   | 전국  | 서울  | 부산  | 대구  | 인천  | 광주  | 대전  | 울산   | 세종   | 경기  | 강원  | 충북  | 충남  | 전북  | 전남  | 경북  | 경남  | 제주  |
| ------ | ----- | ----- | ----- | ----- | ----- | ----- | ----- | ------ | ------ | ----- | ----- | ----- | ----- | ----- | ----- | ----- | ----- | ----- |
| 제19대 | 77.2% | 78.6% | 76.7% | 77.4% | 75.5% | 82.0% | 77.5% | 79.2%  | 80.7%  | 77.1% | 74.3% | 74.8% | 72.4% | 79.0% | 78.8% | 76.1% | 77.8% | 72.3% |
| 제18대 | 75.8% | 75.1% | 76.2% | 79.7% | 74.0% | 80.4% | 76.5% | 78.4%  | 74.1%  | 75.0% | 73.8% | 75.0% | 72.9% | 77.0% | 76.5% | 78.2% | 77.0% | 73.3% |
| 제17대 | 63.0% | 62.9% | 62.1% | 66.8% | 60.3% | 64.3% | 61.9% | 64.6%  | 미실시 | 61.2% | 62.6% | 61.3% | 60.3% | 67.2% | 64.7% | 68.5% | 64.1% | 60.9% |
| 제16대 | 70.8% | 71.4% | 71.2% | 71.1% | 67.8% | 78.1% | 67.6% | 70.0%  | 미실시 | 69.6% | 68.4% | 68.0% | 66.0% | 74.6% | 76.4% | 71.6% | 72.4% | 68.6% |
| 제15대 | 80.7% | 80.5% | 78.9% | 78.9% | 80.0% | 89.9% | 78.6% | 81.1%  | 미실시 | 80.6% | 78.5% | 79.3% | 77.0% | 85.5% | 87.3% | 79.2% | 80.3% | 77.1% |
| 제14대 | 81.9% | 81.4% | 83.2% | 78.5% | 80.3% | 89.1% | 80.3% | 미실시 | 미실시 | 80.4% | 81.5% | 81.3% | 78.9% | 85.2% | 85.6% | 80.6% | 84.6% | 80.3% |

## 선거 결과
후보자별 득표율
|  | 41.08% |

|  | 24.03% |

|  | 21.41% |

|  | 6.76% |

|  | 6.17% |

|  | 0.13% |

|  | 0.10% |

|  | 0.08% |

|  | 0.06% |

|  | 0.05% |

|  | 0.03% |

|  | 0.02% |

|  | 0.01% |

### 지역별 결과
|  | 42.34% |

|  | 22.72% |

|  | 20.78% |

|  | 7.26% |

|  | 6.47% |

|  | 0.15% |

|  | 0.06% |

|  | 0.05% |

|  | 0.05% |

|  | 0.03% |

|  | 0.02% |

|  | 0.01% |

|  | 0.01% |

|  | 38.71% |

|  | 31.98% |

|  | 16.82% |

|  | 7.21% |

|  | 4.85% |

|  | 0.11% |

|  | 0.09% |

|  | 0.05% |

|  | 0.04% |

|  | 0.04% |

|  | 0.02% |

|  | 0.02% |

|  | 0.01% |

|  | 45.36% |

|  | 21.76% |

|  | 14.97% |

|  | 12.60% |

|  | 4.72% |

|  | 0.25% |

|  | 0.09% |

|  | 0.06% |

|  | 0.05% |

|  | 0.03% |

|  | 0.02% |

|  | 0.02% |

|  | 0.01% |

|  | 41.20% |

|  | 23.65% |

|  | 20.91% |

|  | 7.16% |

|  | 6.54% |

|  | 0.14% |

|  | 0.09% |

|  | 0.08% |

|  | 0.06% |

|  | 0.03% |

|  | 0.03% |

|  | 0.02% |

|  | 0.02% |

|  | 61.14% |

|  | 30.08% |

|  | 4.57% |

|  | 2.18% |

|  | 1.55% |

|  | 0.23% |

|  | 0.06% |

|  | 0.06% |

|  | 0.02% |

|  | 0.01% |

|  | 0.01% |

|  | 0.01% |

|  | 0.01% |

|  | 42.93% |

|  | 23.21% |

|  | 20.30% |

|  | 6.75% |

|  | 6.34% |

|  | 0.11% |

|  | 0.08% |

|  | 0.06% |

|  | 0.06% |

|  | 0.04% |

|  | 0.02% |

|  | 0.02% |

|  | 0.01% |

|  | 38.14% |

|  | 27.46% |

|  | 17.33% |

|  | 8.38% |

|  | 8.13% |

|  | 0.12% |

|  | 0.11% |

|  | 0.08% |

|  | 0.07% |

|  | 0.05% |

|  | 0.03% |

|  | 0.02% |

|  | 0.01% |

|  | 51.08% |

|  | 21.02% |

|  | 15.24% |

|  | 6.14% |

|  | 6.03% |

|  | 0.10% |

|  | 0.08% |

|  | 0.08% |

|  | 0.04% |

|  | 0.03% |

|  | 0.03% |

|  | 0.02% |

|  | 0.02% |

|  | 42.08% |

|  | 22.91% |

|  | 20.75% |

|  | 6.92% |

|  | 6.84% |

|  | 0.13% |

|  | 0.08% |

|  | 0.07% |

|  | 0.06% |

|  | 0.03% |

|  | 0.02% |

|  | 0.02% |

|  | 0.01% |

|  | 34.16% |

|  | 29.97% |

|  | 21.75% |

|  | 6.86% |

|  | 6.56% |

|  | 0.15% |

|  | 0.14% |

|  | 0.09% |

|  | 0.09% |

|  | 0.08% |

|  | 0.05% |

|  | 0.03% |

|  | 0.02% |

|  | 38.61% |

|  | 26.32% |

|  | 21.78% |

|  | 6.70% |

|  | 5.90% |

|  | 0.13% |

|  | 0.11% |

|  | 0.09% |

|  | 0.08% |

|  | 0.07% |

|  | 0.07% |

|  | 0.04% |

|  | 0.03% |

|  | 38.62% |

|  | 24.84% |

|  | 23.51% |

|  | 6.79% |

|  | 5.55% |

|  | 0.13% |

|  | 0.11% |

|  | 0.10% |

|  | 0.09% |

|  | 0.08% |

|  | 0.06% |

|  | 0.03% |

|  | 0.02% |

|  | 64.84% |

|  | 23.76% |

|  | 4.93% |

|  | 3.34% |

|  | 2.56% |

|  | 0.17% |

|  | 0.09% |

|  | 0.08% |

|  | 0.04% |

|  | 0.04% |

|  | 0.03% |

|  | 0.02% |

|  | 0.01% |

|  | 59.87% |

|  | 30.68% |

|  | 4.01% |

|  | 2.45% |

|  | 2.09% |

|  | 0.30% |

|  | 0.24% |

|  | 0.10% |

|  | 0.06% |

|  | 0.06% |

|  | 0.03% |

|  | 0.02% |

|  | 0.02% |

|  | 48.62% |

|  | 21.73% |

|  | 14.92% |

|  | 8.75% |

|  | 5.17% |

|  | 0.17% |

|  | 0.17% |

|  | 0.14% |

|  | 0.07% |

|  | 0.06% |

|  | 0.06% |

|  | 0.05% |

|  | 0.02% |

|  | 37.24% |

|  | 36.73% |

|  | 13.39% |

|  | 6.71% |

|  | 5.32% |

|  | 0.15% |

|  | 0.10% |

|  | 0.10% |

|  | 0.06% |

|  | 0.05% |

|  | 0.04% |

|  | 0.03% |

|  | 0.02% |

|  | 45.51% |

|  | 20.90% |

|  | 18.27% |

|  | 8.51% |

|  | 6.11% |

|  | 0.14% |

|  | 0.10% |

|  | 0.08% |

|  | 0.08% |

|  | 0.07% |

|  | 0.07% |

|  | 0.06% |

|  | 0.03% |

## 반응
국제 단체
- 유럽 연합 - 도날트 투스크 유럽 이사회 의장과 장클로드 융커 유럽 위원회 위원장은 11일 문재인 대통령의 취임을 축하하는 서한을 보냈다. 투스크 의장과 융커 집행위원장은 서한에서 "문재인 대통령의 당선을 진심으로 축하한다"고 인사하고 " EU와 한국은 최근 수년간 매우 밀접한 전략적 파트너십을 발전시켜 경제,정치,안보 문제에 있어 협력을 확대해왔다"고 평가했다. 또 "EU는 21세기 핵심 우려 사항들을 표명하는데 있어 한국을 중요한 파트너로 여기고 있다"며 이런 공동의 인식과 파트너십이 "우리를 글로벌 문제에 대해 책임있는 역할을 행하고, 지역적, 국제적 도전에 대한 해법을 찾는데 있어 강한 팀으로 만든다"고 강조했다. 또한 "EU는 평화와 안보, 개방적인 무역 시스템을 증진하는 데 있어 강력하고 안정된 파트너로 계속 있을 것"이라고 약속하고, 문재인 대통령에게 "이른 시일내에 만날 기회를 기대한다"고 밝혔다.[74]

국가별
- 미국 - 숀 스파이서 백악관 대변인은 현지시간 9일 "도널드 트럼프 대통령이 문 대통령과 만나 양국의 공동 관심사에 대해 대화하길 기대하고 있다"고 밝히며, "곧 정상 간 대화를 기다리고 있다"고 설명해 양국 정상의 전화 통화가 이뤄질 것임을 시사했다.[75] 10일 밤에는 트럼프 미국 대통령이 문재인 대통령과 해외 정상으로는 처음으로 전화통화를 하여, 트럼프 대통령이 문 대통령을 공식 초청하겠다고 제안했고 문 대통령도 가급적 빨리 워싱턴에 가겠다고 화답했다.[76]
- 중화인민공화국 - 시진핑 국가주석은 문재인 대통령에게 축전을 보내 한·중 관계 개선을 원하는 메시지를 전했다. 시 주석은 축전에서 "한·중 양국은 중요한 이웃 나라"이며, "나는 시종일관 한국과의 관계를 고도로 중시한다"고 밝혔다. 이어 "중국은 한국과 함께 어렵게 얻은 성과를 소중히 지키고, 갈등을 원만하게 해결해 양국 관계의 안정적이고 건전한 발전을 추진하고 싶다"고 강조했다.[75] 중화인민공화국 외교부 겅솽 대변인은 10일 정례 브리핑에서 문재인 대통령이 취임한 한국 새 정부와 한중관계를 개선하길 기대하느냐는 질문에 "중국은 한국과의 관계를 항상 고도로 중시하며 중한관계가 어렵게 얻은 성과를 함께 유지하길 원한다"고 강조하며, "양국 관계의 건강하고 안정적인 발전을 기대한다"고 덧붙였다.[77]
- 일본 - 아베 신조 총리는 9일 밤 성명을 통해 문재인 대통령의 당선을 축하하면서 "최대한 빠른 기회에 만나 솔직하게 의견을 교환하길 기대하고 있다"고 조기 정상회담을 요청했다. 다음날 10일에는 정부·여당 연락회의에 참석해 "한국은 전략적 이익을 공유하는 가장 중요한 이웃 국가"라며 "북한 문제에 협력해 대처함과 동시에 미래지향적 양국 관계를 발전시키고 싶다"고 말했다.[75]
- 러시아 - 블라디미르 푸틴 대통령은 문재인 대통령에게 축전을 보내, "러시아는 한국과의 건설적 관계를 높이 평가한다"며 "여러 분야에 걸친 양자 협력을 지속해서 강화하기 위한 공동 작업을 추진하고 국제 현안 해결 노력에서 공조할 준비가 돼 있다"고 확인했다. 또한 "이 같은 노력이 우호적인 양국 국민의 근본적 이익에 부합하며, 한반도와 동북아 지역 전체의 평화·안보·안정 강화와도 맥을 같이한다"고 강조하고, 문재인 대통령의 건강과 국가 정상으로서 성공적 업무 수행을 기원했다.[78]
- 독일 - 앙겔라 메르켈 총리는 문재인 대통령 당선을 축하하면서 양국 관계가 더 깊어지길 기대한다고 했다. 메르켈 총리는 성명을 통해 "한국과 독일간 우호적이고 신뢰할만한 협력이 지속되고 깊어지길 기대한다"고 하며, 오는 7월 함부르크에서 개최되는 12차 G20 회의에서 문 대통령을 만나게 되길 기대한다고도 밝혔다.[79]
- 인도 - 나렌드라 모디 총리는 10일 문재인 대통령의 당선을 한국어와 영어로 축하하는 메시지를 전했다. 그는 한국어로 "문재인 후보의 대한민국 대통령 당선을 진심으로 축하드립니다"며, "특별 전략적 동반자 관계인 한국과의 긴밀한 협력을 위해 가까운 시일 내에 만나뵙기를 바랍니다"라며 한국-인도 정상회담 의사를 밝혔다.[80]
- 캐나다 - 쥐스탱 트뤼도 총리는 현지시간 9일 한국의 제19대 대통령 선거 결과와 관련, 성명을 내고 "문재인 대통령과 양국 관계 심화를 위해 협력해 가기를 기대한다"고 밝혔다. 트뤼도 총리는 "캐나다 전 국민을 대표해 문재인 대통령이 한국의 차기 대통령으로 당선된 것을 축하한다"며, 캐나다와 한국 간의 전략적 파트너십과 자유무역협정, 공통 가치의 기반 위에서 긴밀한 관계를 향유하고 있다고 평가했다. 이어 "캐나다는 한국에 대한 지지를 굳건히 유지하고 있으며 한반도를 포함한 아시아 태평양 지역의 평화와 안보를 증대하기 위해 국제 우방과 계속 협력해 갈 것"이라고 강조했다.[81]
- 중화민국 - 차이잉원 총통은 문재인 대통령에게 당선 축하 메시지를 보내 양측의 교류 확대를 기대한다고 밝혔다. 차이 총통은 "한국과 대만은 민주국가로서 자유와 민주주의의 가치를 함께 누리고 있다"면서 "양측은 오랫동안 경제, 문화 등 각 영역에서 빈번한 상호 교류를 해왔고, 최근 들어 민간교류가 확대되고 있다"고 말했다. 그리고 "미래 한국이 문재인 대통령의 영도 하에 국민 복지가 더욱 증진되고 우호적인 기초하에 서로 협력을 강화해나가길 기대한다"고 덧붙였다.[82]
- 멕시코 - 엔리케 페냐 니에토 대통령은 트위터를 통해 문재인 대통령에게 취임 축하 인사를 건넸다. 그는 "대한민국의 대통령 당선인에게 진심 어린 축하를 보낸다"며 "멕시코는 신임 문재인 대통령의 동료로서 유엔, G20 회의, APEC, MIKTA, 등의 국제무대에서 대화를 지속해 나갈 것"이라고 밝혔다.[83]
- 베트남 - 응우옌푸쫑 공산당 총비서는 11일 문재인 대통령에게 축전을 보내 "베트남과 한국의 전략적 협력 관계를 더 심화, 발전시키는 것은 양국 국민의 실질적 이익에 부합하며 역내와 세계의 평화, 안정, 번영에 기여하는 것"이라고 밝혔다. 또한 "한국은 각하의 지도 아래 날로 번영하고 국민이 행복하며 국제적 지위가 끊임없이 상승할 것으로 확신한다"고 덧붙였다. 꽝 주석은 이른 시일 안에 문 대통령의 베트남 방문과, 오는 11월 베트남 다낭에서 열리는 APEC 정상 회의에도 참석해달라고 요청했다.[84]
- 필리핀 - 필리핀 대통령궁은 로드리고 두테르테 대통령이 "필리핀 국민을 대신해 은 문재인 대통령 당선에 따뜻한 환영 인사를 전한다"고 했다. 두테르테 대통령은 "필리핀과 한국은 강력하고 포괄적이며 오래도록 지속된 관계를 유지하고 있다"면서 양국간의 광범위한 협력을 보여왔다고 덧붙였다. 필리핀 정부는 "문 대통령의 집권 하에서 필리핀 정부가 한국 정부와 더 긴밀한 협력을 하도록 노력하겠다"고 밝혔다.[85]
- 카자흐스탄 - 누르술탄 나자르바예프 대통령은 문 대통령에게 보낸 축전을 통해 "당신의 전문적 식견과 삶의 경험이 한국의 지속적 번영과 발전을 보장하고, 국제사회 내 한국의 역할을 강화하게 될 것"이라고 전했다. 또한 "올해는 한-카자흐 수교 25년으로, 카자흐 독립 이후 양국 협력이 전면적으로 확대되고 있다"며 "앞으로도 전략적 파트너로서 양자 관계를 발전시켜 나갈 수 있으리라 믿는다"고 말했다. 나자르바예프 대통령은 문 대통령에게 카자흐를 방문해 달라면서, 양국간 협력문제를 논의하길 바란다고도 밝혔다.[86]